# Хастах-Ары
Хаста́х-Ары́ — небольшой остров в Оленёкском заливе моря Лаптевых. Административно относится к территории Якутии.
Остров расположен в центральной части залива, в дельте реки Оленёк. Находится восточнее острова Джангылах, от которого отделён узкой протокой. Недалеко от юго-восточного берега острова Хастах-Ары расположен остров Исай-Бёлькёё.
Остров имеет треугольную форму, вытянутую с севера на юг. Высота достигает 2 м на востоке. Остров покрыт болотами, имеет 9 небольших озёр, на востоке — пески. Восточный и южный берега окружены отмелями.